# Aljubarrota
Aljubarrota est un bourg du Portugal, en Estrémadure, à 22 km au sud-ouest de Leiria.

## Histoire
Le 14 août 1385, le roi espagnol Jean Ier de Castille, malgré une supériorité numérique écrasante, y fut battu par le roi portugais Jean Ier de Portugal lors de la bataille d'Aljubarrota.